# Say Anything
„Say Anything” – ósmy singel zespołu X JAPAN (wówczas o nazwie X). Wydany 1 grudnia 1991 roku. Utwór zadebiutował na #3 pozycji rankingu Oricon. Jest to ostatni singel, który zespół wydał pod nazwą X, a także ostatni przedstawia Taiji'ego jako basistę. Utworem b-side jest koncertowa wersja utworu Silent Jealousy, nagrana 12 listopada 1991 roku w Yokohama Arena. Oba utwory znajdują się w albumie Jealousy.
Został też nagrany cover do utworu tytułowego przez popowy zespół Globe, który został zawarty w ich albumie Global Trance 2. Został również użyty jako utwór tytułowy w TV dramie Lullaby Keiji (jap. ララバイ刑事).

## Lista utworów
| Nr | Tytuł                            | Słowa   | Muzyka  | Czas |
| -- | -------------------------------- | ------- | ------- | ---- |
| 1. | "Say Anything"                   | Yoshiki | Yoshiki | 8:39 |
| 2. | "Silent Jealousy" (Live Version) | Yoshiki | Yoshiki | 7:49 |

## Muzycy
- Toshi: wokal
- Yoshiki: perkusja, klawisze
- hide: gitara
- Pata: gitara
- Taiji: gitara basowa
- Współproducent: Naoshi Tsuda
- Mikser: Rich Breen
- Zdjęcia (Artist): Hideo Canno
- Zdjęcia (Cover): Hitoshi Iwakiri